# Eulobus californicus
Eulobus californicus là một loài thực vật có hoa trong họ Anh thảo chiều. Loài này được Nutt. mô tả khoa học đầu tiên năm 1840.

## Hình ảnh

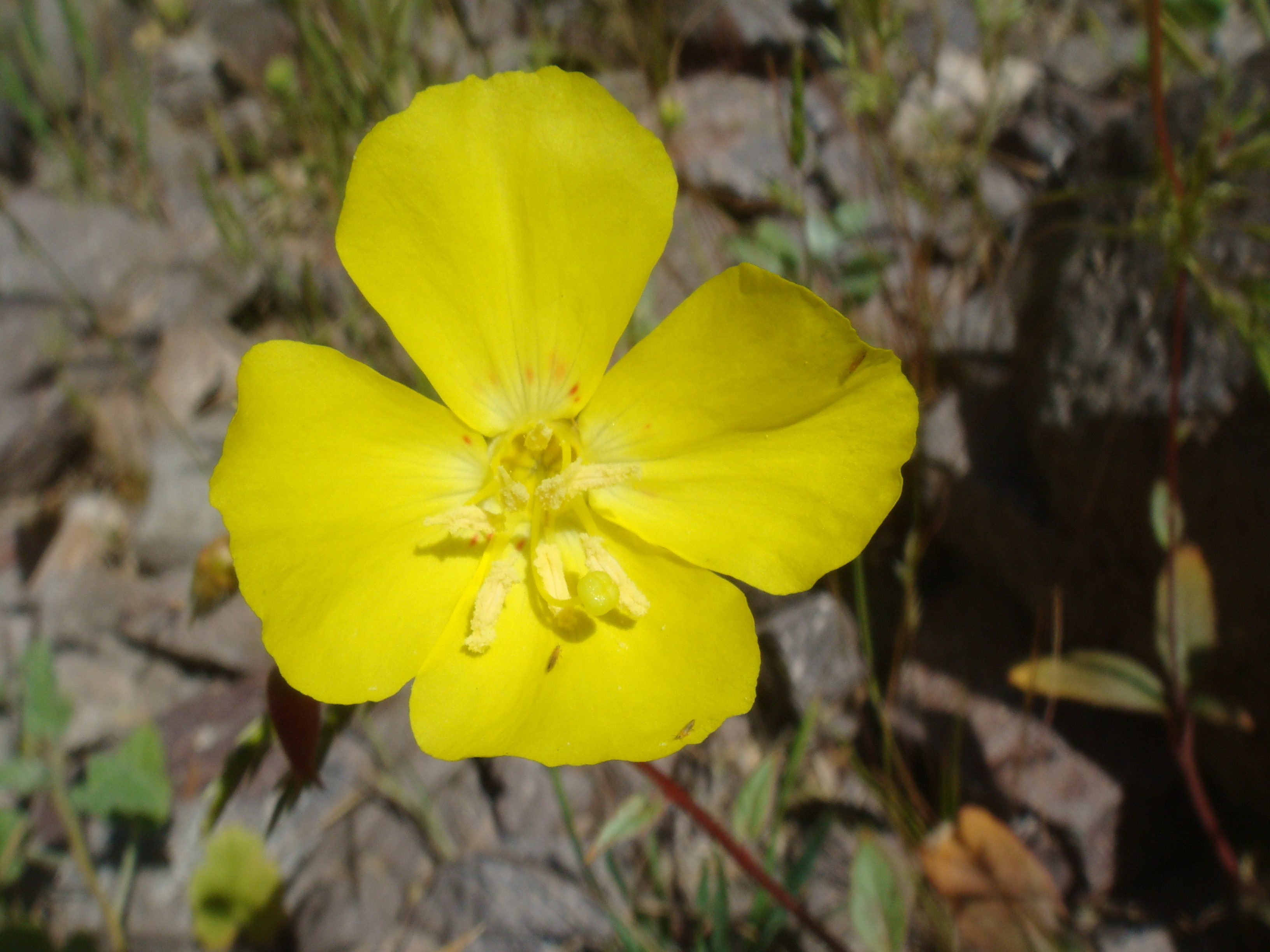
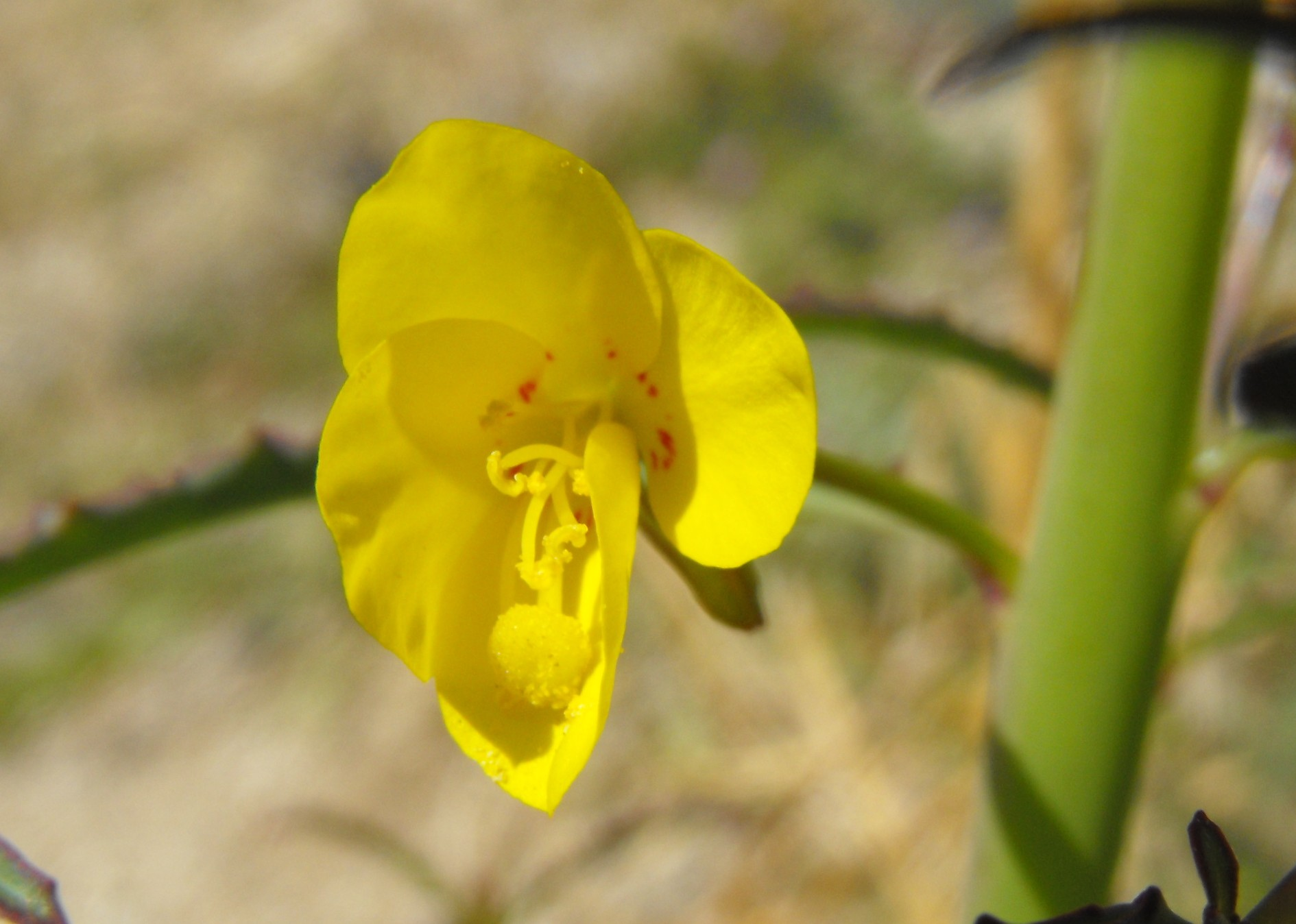